# John Edgar Wideman
John Edgar Wideman (Washington, 14 giugno 1941) è uno scrittore e insegnante statunitense.
Wideman crebbe a Pittsburgh e gran parte della sua produzione letteraria è ambientata in quella città, specialmente nel quartiere di Homewood West dell'East End. Dopo essersi diplomato alla Peabody High School si iscrisse all'Università della Pennsylvania, dove fu selezionato per la rappresentativa dei migliori giocatori di pallacanestro della All-Ivy League. È stato il secondo afroamericano a vincere una Rhodes Scholarship (New College, Università di Oxford, Inghilterra), laureandosi nel 1966. È anche laureato presso il laboratorio di scrittura dell'Università dell'Iowa.

## Scrittura ed insegnamento
Wideman è uno scrittore acclamato ed ha vinto molti premi letterari. È stato il primo a vincere il Premio PEN/Faulkner due volte, nel 1984 per Sent for You Yesterday e nel 1990 per Philadelphia Fire poi nel 1986 vince il Premio Dos Passos alla carriera. Nel 2000 vinse il Premio O. Henry per il suo racconto Weight, pubblicato nella rivista The Callaloo Journal.
Il suo saggio Brothers and Keepers fu candidato al National Book Critics Circle, e con le sue memorie, Fatheralong, fu tra i finalisti per il National Book Award; nel 1990 vinse il Rea Award for the Short Story per l'eccezionale successo riscosso dai suoi racconti, nel 1991 l'American Book Awards e nel 1993 la MacArtur Genius Grant.
Ha insegnato all'Università del Wyoming, all'Università della Pennsylvania (dove ha fondato e presieduto il dipartimento di studi afroamericani), e nel MFA Program for Poets & Writers dell'Università del Massachusetts ad Amherst. Attualmente insegna alla Brown University scrive nella rivista letteraria Conjunctions.

## Vita privata
Nel 1965 Wideman ha sposato Judith Ann Goldman, un'avvocatessa, con la quale ha avuto tre figli: Daniel, Jacob e Jamila. Il matrimonio è finito con un divorzio nel 2000, e nel 2004 Wideman si è risposato con la giornalista Catherina Nedonchelle, con la quale vive nel Lower East Side. La figlia, Jamila Wideman, è diventata una cestista professionista nella Women's National Basketball Association e nel campionato israeliano.
Nel 1988 il figlio Jacob è stato condannato a 25 anni di carcere per un omicidio commesso due anni prima a Flagstaff, in Arizona, condanna che sta ancora scontando. Jacob commise l'omicidio quando aveva meno di diciotto anni, ma venne trasferito in Arizona e giudicato come un adulto, come previsto dalle leggi e procedure dell'epoca. John Wideman affrontò la questione in un libro di racconti attraverso una storia metaforicamente intitolata Casa grande.
Il fratello di John, Robbie, è al centro di Brothers and Keepers. Il libro affronta con ironia la crescita di John, diventato un leader letterario, accademico e sportivo, mentre Robbie, come il figlio di John, viene condannato all'ergastolo per omicidio.

## Opere principali

### Romanzi
- A Glance Away, Harcourt (New York, NY), 1967.
- Hurry Home, Harcourt (New York, NY), 1970.
- The Lynchers, Harcourt (New York, NY), 1973.
- Reuben, Henry Holt (New York, NY), 1987.
- Philadelphia Fire, Henry Holt (New York, NY), 1990.
- The Homewood Books, University of Pittsburgh Press (Pittsburgh, PA), 1992.
- A Glance Away, Hurry Home, and The Lynchers: Three Early Novels by John Edgar Wideman, Henry Holt (New York, NY), 1994.
- The Cattle Killing, Houghton Mifflin (Boston, MA), 1996.
- Due città, Il Saggiatore, 2001.
- Fanon, Houghton Mifflin (2008)
- Homewood
  - Damballah, (racconti), Avon (New York, NY), 1981.
  - Hiding Place, Avon (New York, NY), 1981.
  - Sent for You Yesterday, Avon (New York, NY), 1983.

### Raccolte
- The Homewood Trilogy (include Damballah, Hiding Place eSent for You Yesterday), Avon (New York, NY), 1985.
- Fever (racconti), Henry Holt (New York, NY), 1989.
- The Stories of John Edgar Wideman, Pantheon Books (New York, NY), 1992, pubblicato come All Stories Are True, Vintage Books (New York, NY), 1993.
- God's Gym (racconti), Houghton Mifflin (Boston, MA), 2005.

### Memorie ed altro
- Brothers and Keepers (memorie), Henry Holt (New York, NY), 1984.
- Fatheralong: A Meditation on Fathers and Sons, Race and Society, Pantheon (New York, NY), 1994.
- (Con Bonnie TuSmith) Conversations with John Edgar Wideman, University Press of Mississippi (Jackson, MS), 1998.
- Hoop Roots: Basketball, Race, and Love (memorie), Houghton Mifflin (Boston, MA), 2001.
- (Curatore) My Soul Has Grown Deep: Classics of Early African-American Literature, Running Press (Philadelphia, PA), 2001.
- (Curatore) 20: The Best of the Drue Heinz Literature Prize , University of Pittsburgh Press (Pittsburgh, PA), 2001.